# Johnny Höglin
Hans Johnny Höglin (* 26. února 1943 Nykroppa) je bývalý švédský rychlobruslař.
Prvního velkého mezinárodního závodu se zúčastnil v roce 1965, kdy skončil na Mistrovství světa devatenáctý. V následujících dvou letech se výsledkově zlepšoval, na světovém šampionátu 1967 byl desátý. Největších úspěchů dosáhl v roce 1968. Tehdy startoval na Zimních olympijských hrách, v závodech na 1500 m a 5000 m dobruslil shodně na pátém místě, nejdelší, desetikilometrovou trať však ovládl a stal se olympijským vítězem. O několik týdnů později skončil na Mistrovství světa šestý, přičemž tuto příčku obhájil i následující rok. V roce 1970 se zúčastnil premiérového ročníku světového sprinterského šampionátu (13. místo). V dalších dvou letech se na mistrovstvích umisťoval ve druhé desítce. Na zimní olympiádě 1972 byl devátý (1500 m) a dvanáctý (5000 m). Po sezóně 1971/1972 se společně s dalšími rychlobruslaři připojil k nově založené profesionální lize International Speed Skating League (ISSL), na jejímž světovém mistrovství v roce 1973 byl sedmý. Existence ISSL však vydržela pouze do roku 1974, kdy Höglin také ukončil sportovní kariéru.